# Valkeajärvi (sjö i Jämsä, Mellersta Finland)
Valkeajärvi är en sjö i Finland. Den ligger i kommunen Jämsä i landskapet Mellersta Finland, i den södra delen av landet, 190 km norr om huvudstaden Helsingfors. Valkeajärvi ligger 153 meter över havet. I omgivningarna runt Valkeajärvi växer i huvudsak blandskog. Arean är 8,8 hektar och strandlinjen är 1,34 kilometer lång. Sjön  ingår i Kumo älvs huvudavrinningsområde. 